# Klórpromazin
A klórpromazin az első antipszichotikum (elmebaj elleni gyógyszer). 1952-ben fedezték fel a párizsi Sainte-Anne kórházban. A fenotiazinok csoportjába tartozik.
A VIII. Magyar Gyógyszerkönyvben Chlorpromazini Hydrochloridum    néven hivatalos.  

## Terápiás javallatok
- Motoros és pszichés nyugtalansággal járó pszichotikus (elmebajos) állapotok (paranoid hallucinátoros szindrómák, szkizofrénia, bipoláris affektív zavar mániás fázisa, epilepsziás eredetű pszichózisok az antiepileptikumok változatlan, vagy emelt adagja mellett).
- Műtéti előkészítés, potenciált anesztézia, hibernáció, műtét utáni hányinger és hányás csökkentése, traumás posztoperatív sokk megelőzése.
- Tetanusz.
- Akut időszakos porphyria (a porfirin-anyagcsere zavara).
- Idegfájdalom, ideggyulladás, daganatos, égési fájdalom esetén adjuvánsként (más gyógyszer hatását segítő anyagként).
- Gyermekgyógyászatban: izgatottság, hányás.

## Hatása
Elsődleges hatása: a dopamin receptorok antagonistája. Mind a négy típusú dopamin-receptorra hat, sokféle antipszichotikus hatása van. Egyúttal gyenge dopamin-visszavétel gátló, miáltal némi antidepresszáns és Parkinson-kór elleni hatása is van.
A szerotonin 5-HT1(en), 5-HT2(en) és hisztamin H1 receptorra(en) gyakorolt hatása következtében szorongás-, depresszió- és agresszióellenes hatása van, mely csökkenti ugyan a mellékhatásokat az extrapiramidális rendszeren(en), viszont súlygyarapodást, vérnyomásesést, kábultságot, magömlési zavarokat okoz. Az adrenerg α1 és α2 receptoron okozott mellékhatás hasonló: vérnyomás- és pulzusszám-csökkenés, vertigo(en), kábultság, nyálzás, inkontinencia, szexuális zavarok.
A muszkarinos M1(en) és M2(en) receptoron a szokásos antikolinerg mellékhatások jelentkeznek: szájszárazság, homályos látás, vizelési és székelési zavarok, EKG-változások (pulzusszám-csökkenés), emlékezetromlás. Ugyanakkor az acetilkolinerg hatások csökkentik az extrapiramidális mellékhatásokat.

## Készítmények
A nemzetközi gyógyszerkereskedelemben nagyon sok készítmény kapható.
Magyarországon:
- HIBERNAL 100 mg drazsé
- HIBERNAL 25 mg drazsé
- HIBERNAL 5 mg/ml oldatos injekció

## Fordítás
Ez a szócikk részben vagy egészben  a   Chlorpromazine című angol Wikipédia-szócikk fordításán alapul.  Az eredeti cikk szerkesztőit annak laptörténete sorolja fel. Ez a jelzés csupán a megfogalmazás eredetét és a szerzői jogokat jelzi, nem szolgál a cikkben szereplő információk forrásmegjelöléseként.